# Zuygaghbyur
Zuygaghbyur (en arménien Զույգաղբյուր) est une communauté rurale du marz de Shirak en Arménie. En 2008, elle compte 516 habitants.